# マツイ

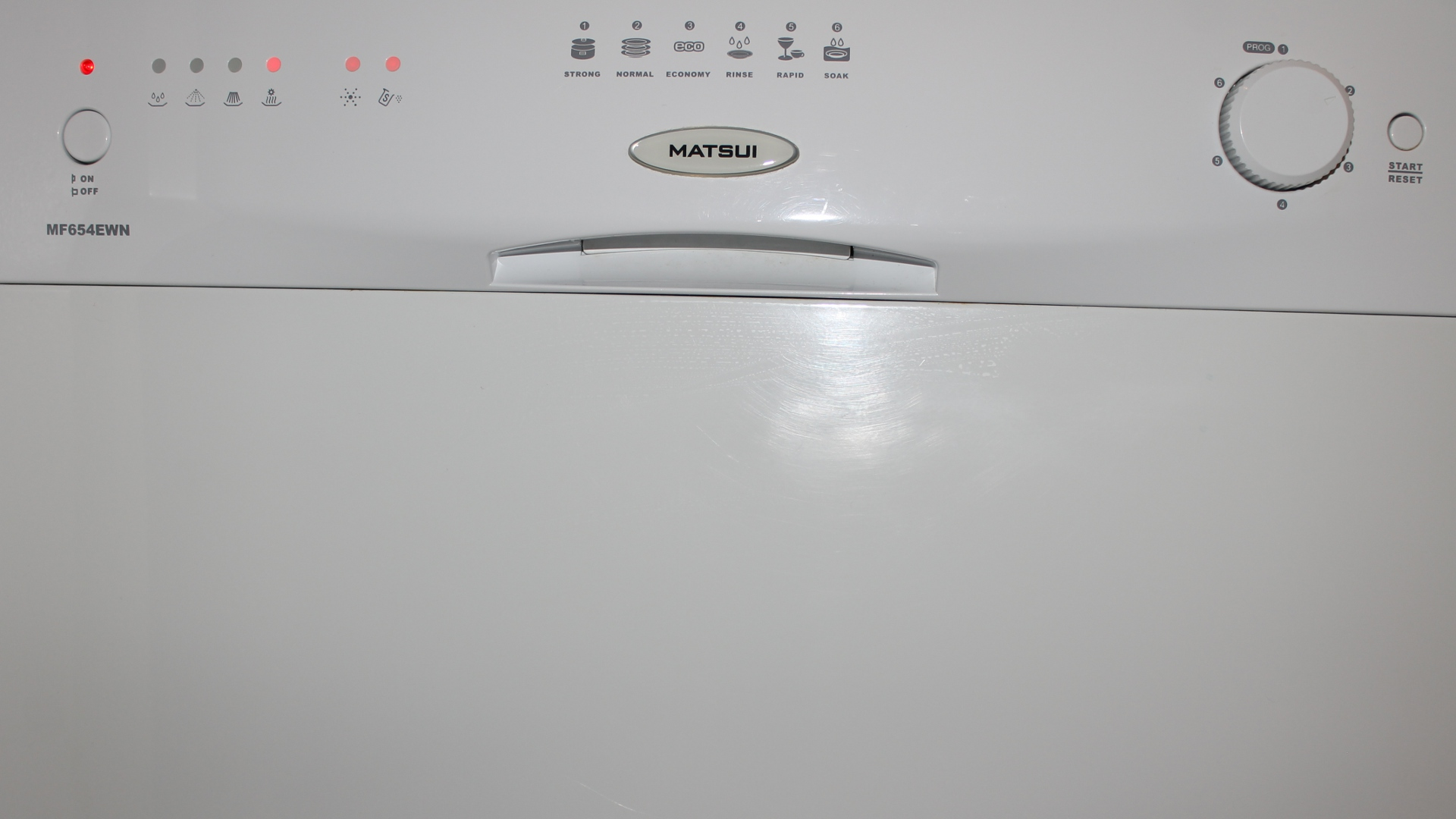
Matsui MF654EWN

マツイ (MATSUI ) は、テレビ、食器洗い機、電子レンジなど、家電製品のブランドである。ヨーロッパ最大の家電小売業者であるDSGインターナショナルのストアブランドとして1980年に導入され、イギリス国内において展開されている。
消費者に日本製であるかのような印象を与えるために日本風の名前（日本人の一般的な姓名のひとつとして、「マツイ（松井）」がある）が付けられているが、実態はイギリスのブランドである。マツイは独立した家電メーカーではなく、1980年代においては既存のイギリス製品からのブランドの張り替えが行われていた。
DSGインターナショナルは、ディクソンス（Dixons）やカリーズ（Curry's）といった電気製品小売チェーンを傘下に持ち、マツイのブランドを冠した商品の幾つかは、同社によるもうひとつのストアブランドとして先にあった「サイショー（Saisho）の製品と共通であった。イギリス国内においてマツイ商品は、キングフィッシャー傘下の家電販売大手、コメット（Comet）のストアブランド商品と競合している。